# J’imagine
A J’imagine (magyarul: Elképzelem) Valentina francia énekes dala, mellyel Franciaországot képviselte a 2020-as Junior Eurovíziós Dalfesztiválon Varsóban. A dal belső kiválasztás során nyerte el a dalversenyen való indulás jogát.

## Előzmények és a dal megírása
A dalt és a szöveget Igit és Barbara Pravi közösen szerezték. Érdekesség, hogy ugyanez a páros szerezte az előző évi francia junior eurovíziós dalt is. A dalszöveg a Covid19-pandémia miatti intézkedések okozta elszigeteltséggel és elkülönülésről szól.

## Junior Eurovíziós Dalfesztivál
2020. október 9-én vált hivatalossá, hogy a francia műsorsugárzó Valentinát választotta ki az ország képviseletére a 2020-as Junior Eurovíziós Dalfesztiválon. A versenydalt október 16-án mutatták be.
A COVID–19-pandémiára való tekintettel, elővigyázatossági okokból a versenyt a korábbi gyakorlattal ellentétben ezúttal nem egy arénában vagy rendezvényközpontban, hanem egy alacsony befogadóképességű televízió-stúdióban rendezték meg. 2020. szeptember 8-án kiderült, hogy az Európában újonnan bevezetett utazási korlátozások miatt minden ország versenyzője a saját országában adja elő produkcióját felvételről egy, az egyenlő esélyek érdekében egymáshoz közel hasonló látványvilággal és technológiai felszereltséggel rendelkező stúdióban. A francia produkciót a France Télévisions egyik stúdiójában rögzítették.
A november 29-én megrendezett döntőben a francia produkciót fellépési sorrendben utolsóként sugározták az ukrán Oleksandr Balabanov Vidkryvai (Open Up) című dala után. A szavazás során a zsűri szavazáson összesítésben első helyen végeztek 88 ponttal (Fehéroroszországtól, Hollandiától és Máltától maximális pontot kapott), a nézői szavazáson szintén első helyen végeztek 112 ponttal, így összesítésben 200 ponttal megnyerték a versenyt és megszerezték Franciaország első gyerek eurovíziós győzelmét.
Győztesként Franciaország kapta meg a jogot a 2021-es Junior Eurovíziós Dalfesztivál megrendezésére. A versenyt Párizsban tartották, december 19-én.